# Järtabergets naturreservat
Järtabergets naturreservat är ett naturreservat i Sorsele kommun i Västerbottens län.
Området är naturskyddat sedan 2018 och är 336 hektar stort. Reservatet ligger nordost om naturreservatet Blaiken och består av granskog med inslag av björk.